# Abi Koffi Richmond
Abi Koffi Richmond est un homme politique ivoirien né le 01 janvier 1956 à Kouakougnanou, membre du Parti démocratique de Côte d'Ivoire – Rassemblement démocratique africain (PDCI-RDA). Il est actuellement député de la circonscription de Bouaflé sous-préfecture, dans la Région de la Marahoué, il a été élu le 06 mars 2021.

## Biographie
Abi Koffi Richmond commence sa carrière politique dans les années 1970. En 1974, il est élu secrétaire général de la section MEECI (Mouvement des élèves et étudiants de Côte d'Ivoire) du lycée de Bouaflé.
En 1996, il devient membre fondateur du Mouvement de soutien au président Henri Konan Bédié, à travers le Comité de Réflexion et d’Action pour la Promotion d'Henri Konan Bédié (CRAPHKB).
Il est élu député à l’Assemblée nationale de Côte d’Ivoire lors des élections législatives de 2021, sous la bannière du PDCI-RDA, dans la circonscription de Bouaflé sous-préfecture.
En tant que parlementaire, Abi Koffi Richmond est cofondateur du Cadre Permanent de Concertation (CPC) des élus et cadres de la Marahoué, une structure non partisane visant à renforcer la cohésion sociale et le dialogue intercommunautaire dans la région.

## Distinctions
Pour son engagement, il a reçu :
- le Prix Panafricain Padel du Développement (2018),
- le Super Prix International Padel du Meilleur Promoteur de Développement en Afrique (2018)[2].